# Charline Vanhoenacker
Pour les articles homonymes, voir Vanhoenacker.
Charline Vanhoenacker, née le 31 décembre 1977 à La Louvière, est une journaliste et humoriste belge. Animatrice et productrice de radio en France, elle anime notamment des émissions sur France Inter.

## Biographie

### Jeunesse, formation et débuts sur la RTBF
Charline Vanhoenacker naît le 31 décembre 1977 à La Louvière, en Belgique. Elle est la fille unique de Philippe Vanhoenacker et Linette Douillet, dite  « Line », tous deux enseignants à l'Athénée provincial de La Louvière, école dans laquelle elle fait ses études secondaires.
Son enfance dans la région du Centre la marque profondément et lui permet de constater avec dépit les ravages de la désindustrialisation : « La région d’où je viens, […], une région de métallurgie et charbonnage, […] s'appelle La Louvière. C'est un bassin industriel et bassin minier que j'ai vu décliner toute mon enfance, comparable à Roubaix ou Florange. C'est mon terreau, donc je lis la politique et la société à travers ce prisme. »
Passionnée par la langue française, elle entre en 1994 à l'université libre de Bruxelles. Son mémoire en philologie romane est intitulé Langue de chat. Typologie analytique des mécanismes du risible linguistique dans Le Chat de Philippe Geluck (1999). En 2020, interrogée à ce sujet, elle déclare que Philippe Geluck est toujours une de ses inspirations. Elle poursuit ensuite ses études à l'École supérieure de journalisme de Paris  puis réalise des piges pour Le Soir,.
À la Radio-télévision belge de la Communauté française (RTBF) où elle succède en 2010 à Istvan Felkaï, le correspondant permanent emblématique de la RTBF à Paris, elle suit la campagne pour l'élection présidentielle de 2012 qu'elle chronique sur La Première ; dans un papier Le Hollande Tour elle livre un regard décalé sur la couverture de l'événement par les médias français.
Daniel Schneidermann qui repère son blog @ Pèèèris l'invite à chroniquer la campagne présidentielle dans son émission Arrêt sur images.

### France Inter
Sur France Inter, en septembre 2012 et après avoir écouté une cassette de son travail, Pascale Clark l'invite à une chronique hebdomadaire « Charline vous regarde » dans l'émission Comme on nous parle,.
Lors des programmes de l'été 2013, avec l'humoriste Alex Vizorek, elle anime la quotidienne le Septante-cinq minutes,, qui est reconduite l'été suivant.
Pendant la saison 2013-2014, elle anime quotidiennement le 5/7 avec Éric Delvaux,, en terminant par un billet d'humour à 6 h 55. L'émission ne revient pas à l'antenne la saison suivante, mais l'animatrice se voit confier entre septembre 2014 et juillet 2022 une chronique matinale décalée, à 7 h 57 dans le 7/10, où elle livre un billet humoristique,,.

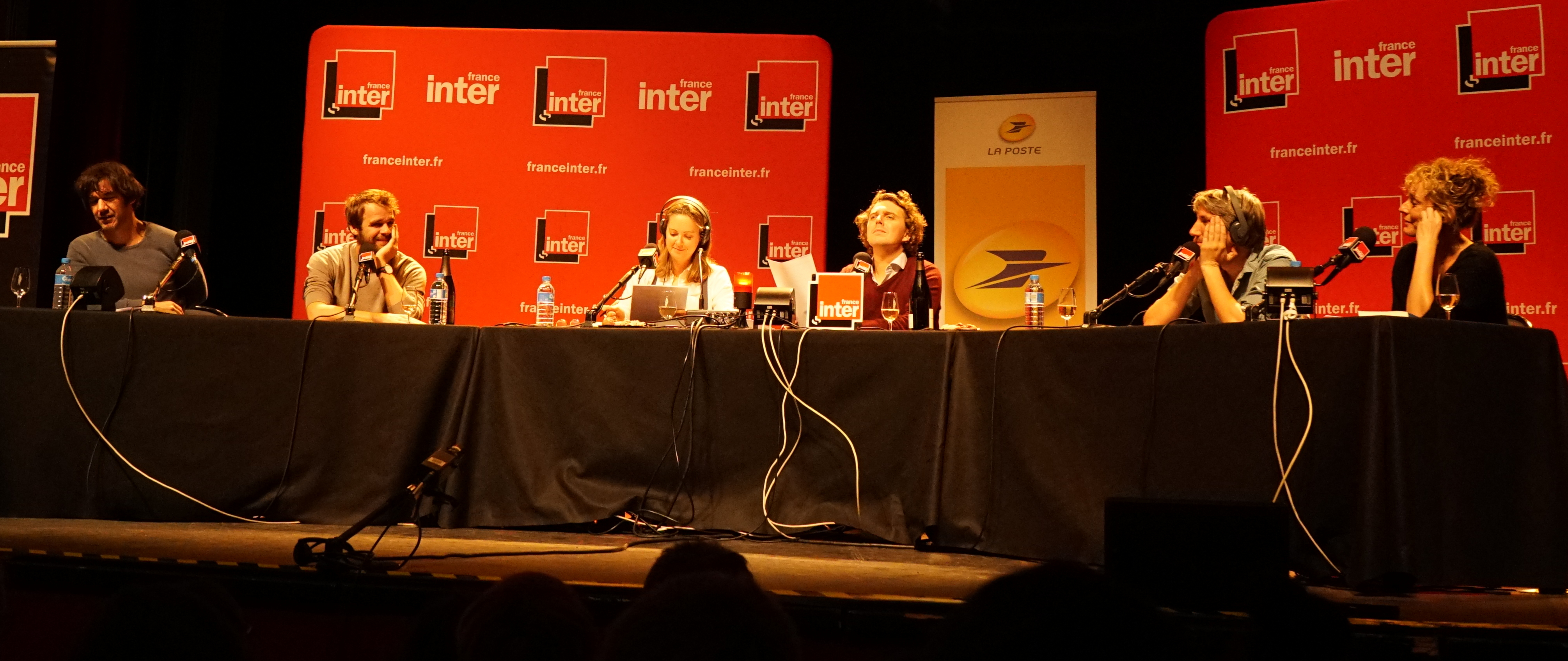
Charline Vanhoenacker, Guillaume Meurice, Alex Vizorek aux Nuits de Champagne en 2016.

Parallèlement, elle produit et anime Si tu écoutes, j'annule tout entre 17 h et 18 h, en compagnie d'Alex Vizorek et des chroniqueurs Aymeric Lompret, Guillaume Meurice, Juliette Arnaud, André Manoukian, Clara Dupont-Monod, Samir Bouadi, Thomas VDB, Nicole Ferroni, Thomas Croisière, Thomas Bidegain, Hippolyte Girardot, Marius Colucci, Roukiata Ouedraogo, Pablo Mira et Frédéric Fromet. L'émission fait progresser l'audience de la tranche, et s'installe durant les années suivantes. Durant la saison 2015-2016, elle finit par dépasser en termes d'audiences celle de Cyril Hanouna, diffusée aux mêmes horaires sur Europe 1. À la rentrée de septembre 2017, l'émission est renommée Par Jupiter !, en référence au nouveau locataire de l'Élysée, Emmanuel Macron, puis C'est encore nous ! en 2022, pour la réélection d'Emmanuel Macron. L'émission devient  hebdomadaire dès septembre 2023. Elle annonce la fin du programme lors de l'émission du 23 juin.
L'émission et ses chroniqueurs sont considérés par plusieurs observateurs comme connotés politiquement « à gauche ». L'Humanité évoque la « caution de gauche » de France Inter. Cette étiquette n'est pas reniée par Charline Vanhoenacker qui explique qu'elle donne sa voix aux « antiréacs, aux progressistes. Mon curseur est large à gauche. Je pourrais voter pour un équivalent de Podemos, un socialiste pas trop corrompu, ou un vert pragmatique ».
L'émission tourne en ridicule les personnes politiques et suscite les polémiques ; elle provoque le plus grand nombre de saisines du Conseil supérieur de l'audiovisuel (CSA) en 2020, tous médias confondus. Le CSA déclare à plusieurs reprises que les propos tenus dans l'émission « ne peuvent être regardés comme excédant les limites de la liberté d'expression ». En 2020, Par Jupiter ! connaît un succès grandissant et réalise une audience de 1,3 million d’auditeurs par jour en moyenne. En 2023 l'émission passe en hebdomadaire sous le nom Le Grand Dimanche soir mais Charline Vanhoenacker anime une nouvelle émission personnelle Bistroscopie.
Fin 2023, Charline Vanhoenacker est « mise au repos » après qu’elle a reçu des pressions et des menaces de mort, pour un sketch polémique de Guillaume Meurice,. Toujours à propos de ce sketch, elle est interrogée pendant plusieurs heures par la police judiciaire.
À l'été 2024, à la suite du renvoi de Guillaume Meurice et de la démission d'autres humoristes de son émission, Charline Vanhoenacker propose une nouvelle version de l'émission Le Grand Dimanche Soir qui n'est pas retenue.
Fin août 2024, elle retourne quatre fois par semaine dans le 7/10 de France Inter dans une chronique nommée Charline explose les faits,. Elle y est également le joker de Léa Salamé pour l'interview de 9h20 durant ses vacances. Elle déclare quelques mois plus tard dans C à vous : « Tant qu’on me laisse encore une minute de micro, je la prends pour faire de la satire politique. (...) Je ne sais rien faire d’autre, ça m’ennuierait que ça s’arrête. » Elle rend hommage à Léa Salamé, lors de son départ, grâce à une chanson en duo avec Frédéric Fromet «Une chanson d’amour, pour une fois, pour quelqu’un qu’on aime vraiment. Depuis 11 ans, j’ai fait chacune de mes chroniques à ses côtés ».

### Autres activités
Charline Vanhoenacker anime également en duo avec Alex Vizorek l'émission de télévision Revu et corrigé chaque dimanche à 11 h 25 sur La Une de la RTBF jusqu'en décembre 2014.
En 2015, elle a présenté deux émissions intitulées Je vous demande de vous arrêter sur France 4.
Elle signe en 2014 la postface de Dieu est amûûûr ! et la préface de Mieux vaut en rire en 2017, deux albums de bande dessinée de l'illustrateur louviérois Philippe Decressac.
En 2015, elle publie aux éditions Robert Laffont un recueil de ses chroniques nommé Bonjour la France.
De septembre 2016 à juin 2017, elle intervient à l'issue de L'Émission politique, sur France 2, en proposant un billet d'humour à destination de l'invité du jour, à la fin de l'émission.
Le 1er mars 2018, avec Alex Vizorek et Guillaume Meurice, Charline Vanhoenacker dépose sa candidature à la présidence de Radio France auprès du Conseil supérieur de l'audiovisuel. Leur programme humoristique prévoit entre autres l'« euthanasie de France Info », la modification du titre de plusieurs émissions, ainsi que la « mise en place d'un système de notation à cinq étoiles pour les animateurs [...], sur le modèle des chauffeurs Uber ».
En avril 2019, elle fait partie de l'équipe des rédactrices du nouveau mensuel féministe satirique Siné Madame, dès son lancement.
En 2021, Charline Vanhoenacker publie une vidéo où on la voit dessiner, sur une affiche de campagne électorale, une « moustache de Hitler » sur le visage d'Éric Zemmour et y inscrire « Zob ». Ce geste suscite une vive polémique sur les médias sociaux, et en particulier à la télévision sur CNews ou dans Touche pas à mon poste !, les partisans d'Éric Zemmour allant jusqu'à l'accuser d’antisémitisme,.
En 2024-2025, elle organise plusieurs soirées comedy clubs avec la revue littéraire Kometa. Des figures comme Laure Adler, Mathieu Palain, Delphine Minoui, Mamari, Tahnee, Frédéric Fromet et Djubaka participent à ces soirées.

## Publications
- Charline Vanhoenacker, « La France, cette grande frileuse », Courrier international, no 1148,‎ 31 octobre 2012, p. 10 (ISSN 1154-516X, lire en ligne)
- Charline Vanhoenacker, « Ils vont faire 2015 : la frite », L'Obs, nos 2616-2617,‎ 24 décembre 2014, p. 57 (ISSN 0029-4713, lire en ligne)
- Charline Vanhoenacker, Bonjour la France, Paris, éditions Robert Laffont, 2015, 252 p. (ISBN 978-2-221-19028-9).
- Charline Vanhoenacker, Guillaume Meurice (ill. Cami), Le cahier de vacances de Manu sous-titre=monsieur le président de la République, Paris, Flammarion, 2019, 98 p. (ISBN 978-2-08-148144-2)
- Charline Vanhoenacker, Debout les damnés de l'Uber, Paris, éditions Denoël, 2020
- Charline Vanhoenacker, Guillaume Meurice (ill. Cami), Le cahier de vacances de Manu : monsieur le président de la République (vol. 2), Paris, Flammarion, 2020
- Charline Vanhoenacker, Aux vannes, citoyens ! : Petit essai d'humour politique, Paris, Denoël, 2022, 160 p. (ISBN 978-2207165201)
- Charline Vanhoenacker, Titiou Lecoq, Zoé Thouron, En vacances Simone ! Cahier d'exercices féministes, Paris, Denoël, 2023, 96p,  (ISBN 9782207169551)-

## Filmographie

### Cinéma
- 2016 : Solange et les Vivants d'Ina Mihalache : l'ex belle-sœur.
- 2018 : Ni juge, ni soumise de Jean Libon et Yves Hinant : la voix de conclusion du film
- 2018 : Neuilly sa mère, sa mère ! de Gabriel Julien-Laferrière : la juge Julia Berckenstein
- 2024 : Un p'tit truc en plus d'Artus : l'avocate[réf. nécessaire]

### Web-série
- 2016 : Charline Vanhoenacker et Guillaume Meurice parodient des agents de communication pour la politique dans une fausse agence appelée « Agence Winwin », sous les pseudonymes de « Clem' et Jean-Mat' ».
- Septembre 2018 : avec Alex Vizorek, elle crée la web-série Sibyle et Guy, dans laquelle la journaliste parodie ses patrons de Radio France[43].
- Avril 2019 : en compagnie de Guillaume Meurice, elle parodie Léa Salamé et Raphaël Glucksmann dans la websérie Raph et Léa[44].